# Námořní medaile admirála Luise Brióna
Námořní medaile admirála Luise Brióna (španělsky: Medalla Naval Almirante Luis Brión) je vyznamenání venezuelského námořnictva založené roku 1982.

## Historie a pravidla udílení
Medaile byla založena dekretem č. 2135 ze dne 15. července 1982. Pojmenována byla po vojenském důstojníkovi bojujícím ve venezuelské válce o nezávislost, Luisi Briónovi. Udílena je v jediné třídě příslušníkům venezuelských i zahraničních ozbrojených sil i jejich civilním zaměstnancům jako ocenění za jejich odhodlání, úsilí a růst v profesní či akademické oblasti.

## Popis medaile
Medaile je vyrobena z pozlaceného kovu. Sestává z větrné růžice, kterou obklopuje jednoduchý kruh. Uprostřed růžice je barevně smaltovaný znak venezuelského námořnictva.
Stuha z hedvábného moaré široká 33 mm sestává ze dvou stejně širokých pruhů v barvě modré a červené. Délka stuhy je 48 mm.